# Кралица на бензиностанция
„Кралицата на бензиностанцията“ (на руски: Королева бензоколонки) е съветски игрален комедиен филм от 1962 г. Филмът е заснет на територията на реално съществуваща по това време бензиностанция в украинския град Пирятин (Полтавска област) на магистралата Киев – Харков. Бензиностанцията все още работи под търговската марка „Татнефть“ и е декорирана в по-модерен стил; има и водна кула.

## Сюжет
Филмът започва с кратка обиколка на Киев от прозореца на автобуса Киев-Ялта. Маршрутът на движение минава по Крещатик, камерата се задържа на улица Свердлов, хотел Москва на площад Калинин, по улиците с цъфтящи кестенови дървета, насипа на Днепър, покрай изграждането на нови микрорайони, кръстения парк. Пушкин (в кадъра се разхождат майки с колички на фона на паметника на Александър Сергеевич).
Людмила Добрийвечер от Полтава се опита като говорител по телевизията – тя не премина конкурса поради ужасна дикция. Тя мечтаеше да стане стюардеса на самолет Ту-104 – не се получи. Сега Людмила отново се готви да влезе в ансамбъла „Балет на лед“. Тя компенсира липсата на лед, като тренира на ролкови кънки и временно получава работа като служител на бензиностанция. Не всичко се получава за новоизсечения работник, но нейният весел нрав и находчивост ѝ помагат не само да овладее нова специалност, но и радикално да преструктурира работата на цялата бензиностанция.

## Създатели
| Сценарист     | Пьотр Любенски                   |
| Режисьори     | Алексей Мишурин Николай Литус    |
| Оператори     | Михаил Иванов Александър Пищиков |
| Сценограф     | Александър Кудря                 |
| Костюми       | Алла Чепурко                     |
| Грим          | В. Шикин                         |
| Звукорежисьор | София Сергиенко                  |
| Композитор    | Евгений Зубцов                   |
| Текст         | Владимир Сосюра                  |

## В ролите
- Надежда Румянцева – Людмила Василиевна Добър вечер
- Андрей Сова – Панас Петрович, началник на бензиностанцията
- Алексей Кожевников в ролята на Тарас Шпичка, шофьор на УАЗ с филмов превключвател
- Нона Копержинская в ролята на Рогнеда Карповна, барманка на бензиностанция
- Юрий Белов като Славка Кошевой, шофьор на междуградски пътнически автобус
- Владимир Белокуров в ролята на Александър Ефимович Медвед, първокласен шофьор на БелАЗ
- Сергей Блинников като другаря Бабий, началник отдел
- Виктор Мягки като другаря Борш, началник на пътя
- Николай Яковченко като другаря Лопата, началник на пътя
- Евгения Опалова – преподавател
- Виктор Халатов – продавач в универсален магазин
- Павел Винник като Яков Подорожни, старши лейтенант, инспектор по движението
- Александър Хвиля, изоставащ пътник в автобуса Донецк-Киев, поп
- Сергей Шеметило – спедитор
- Михаил Крамар – шофьор
- Николай Панасиев в ролята на Валери Грач, партньор на Кошевой
- Александър Толстих като Сашко, тракторист
- Валентин Зиновиев като млад шофьор
- Семьон Лихогоденко – шофьор
- Григорий Тесля – сивокос шофьор
- Валентин Грудинин – шофьор с брада
- Валери Панарин – млад шофьор
- Зиновий Золотарев – шофьор
- Борис Болдиревски – шофьор
- Валентин Черняк – шофьор
- Адолф Илин – мустакат механик